# 李振恃
李振恃（1949年—），上海人，中国男子乒乓球运动员和教练。 
他在1975年第33届世界乒乓球锦标赛中获得男子团体冠军，在1977年第34届世界乒乓球锦标赛中获得男子团体冠军、男子双打冠军和混合双打季军，在1979年第35届世界乒乓球锦标赛中获得男子团体亚军、男子双打季军、男子单打季军和混合双打亚军，在1981年第36届世界乒乓球锦标赛中获得男子双打冠军。